# Sarina Wiegman
Sarina Wiegman (født 26. oktober 1969), også kendt som Sarina Wiegman-Glotzbach, er en tidligere kvindelig hollandsk fodboldspiller og nuværende landstræner for Englands kvindefodboldlandshold. Hun spillede selv som central-midtbane og senere som forsvarsspiller. Hun blev i 2001 den første kvindelige landsholdspiller til at nå 100 landskampe.
Efter hun stoppede som aktiv spiller i 2003, blev hun i 2006 cheftræner for kvindeholdet Ter Leede og senere ADO Den Haag. I 2014, blev hun så assistenttræner for det hollandske A-kvindelandshold.
Den allerførste succes med Wiegman kom ved EM 2017 i Holland, hvor hun sammen med resten af det hollandske landshold, vandt EM-slutrunden. Bare to år senere, vandt holdet sølv ved VM i fodbold for kvinder 2019. Hun stoppede som hollandsk landstræner i august 2021, for at bliver engelsk landstræner.

## Meritter

### Cheftræner
Holland
- EM i fodbold for kvinder:
  - Guld: 2017
- VM i fodbold for kvinder:
  - Sølv: 2019